# Giuseppe Vedovato

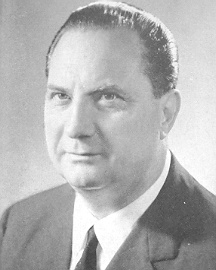
Giuseppe Vedovato

Giuseppe Vedovato (* 13. März 1912 in Greci; † 18. Januar 2012 in Rom) war ein italienischer Politiker der Democrazia Cristiana. Er saß von 1953 bis 1972 in der Camera dei deputati und von 1972 bis 1975 im Senat.
Als Hochschullehrer für Geschichte war Vedovato an der Universität La Sapienza tätig. Von 1972 bis 1975 war er Präsident der Parlamentarischen Versammlung des Europarates. 2003 erhielt er vom Europarat die Ehrenpräsidentschaft.

## Werke (Auswahl)
- 1947: The question of the administration of Italian colonies in Africa under trusteeship
- 1979: Politica Estera Italiana E Scelta Europea
- 1998:  La Hongrie vers l’Europe: de la vocation a l’intégration
- 2004: Storia Della CISL Di Venezia: 1950–1968